# Ilkka Kivimäki
Ilkka Kivimäki (Salo, 20 juli 1949) is een Fins voormalig rallynavigator.

## Carrière
Ilkka Kivimäki werd in 1973 de navigator van Markku Alén, die zich op dat moment profileerde op de internationale rallypaden. Vanaf het seizoen 1974 kwam het duo uit voor de fabrieksinschrijving van Fiat. Actief met de Fiat Abarth 124 Rallye wonnen ze samen de rally van Portugal in 1975. Later met de Fiat 131 Abarth waren ze een van de hoofdrolspelers in het Wereldkampioenschap rally, waarmee ze een reeks aan WK-rally's wisten te winnen. Vanaf begin jaren tachtig kwamen ze uit voor Lancia (dat onderdeel is van Fiat) met de Groep B Lancia Rally 037. Ook hiermee werd er succes geboekt, maar een wereldtitel bleef uit. In het seizoen 1986, inmiddels met de Lancia Delta S4, werden ze in eerste instantie wereldkampioen, een titel waarvan ze slechts kortstondig konden genieten. De resultaten van de dat jaar verreden rally van San Remo werden naderhand geannuleerd, waar bleek dat een van hun concurrenten illegaal uit de wedstrijd gezet zouden zijn, iets dat in tegenstrijd was met de regels van de FIA. De gescoorde punten en de uiteindelijke wereldtitel gingen daarmee verloren.
Alén en Kivimäki bleven in het restant van de jaren tachtig actief bij Lancia, waar het tot aan het seizoen 1988 nog WK-rally's mee bleef winnen. Met negentien overwinningen was het daarmee lange tijd het meest succesvolle duo in het WK rally (al ontbrak er dus een wereldtitel). Vanaf het seizoen 1990 kwamen ze uit voor Subaru en twee jaar later stapten ze in bij Toyota. De voormalige successen werden echter niet meer geëvenaard en beide beëindigde hun rally-carrière in 1993.
Kivimäki ging later in dienst bij de Finse autosport federatie, als coach voor jonge rallyrijders.